# Esporte na Eslovênia
O esporte na Eslovênia faz parte da cultura eslovena. Os esportes coletivos mais populares da Eslovênia são o futebol, basquete e hóquei no gelo. Entre os esportes individuais, os mais populares entre o povo esloveno são o tênis, ciclismo, atletismo e esqui. A Eslovênia também participou de onze Olimpíadas após se dissolver da Iugoslávia.

## Basquete

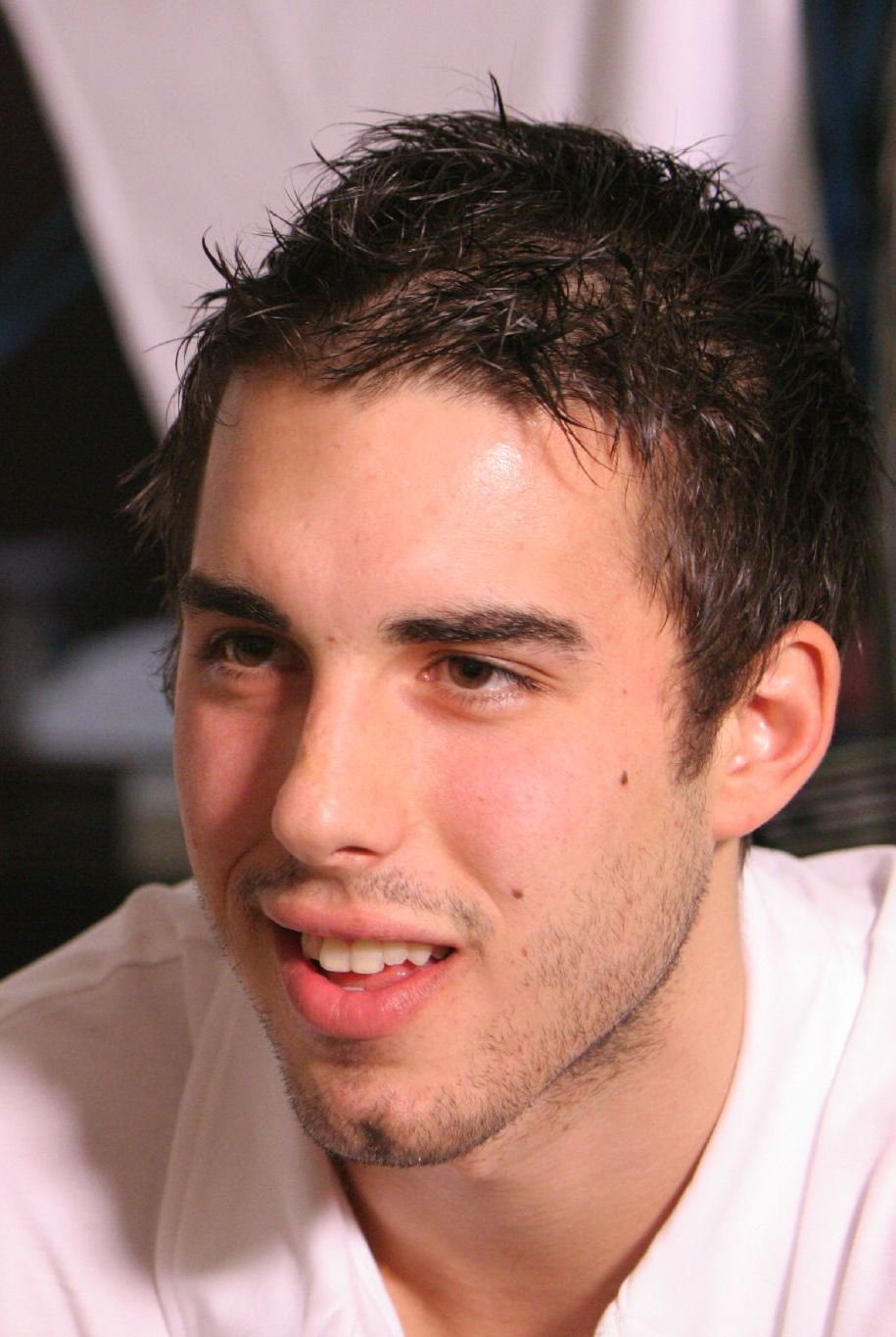
Sasha Vujačić.

O basquete é regido pela Federação de Basquete da Eslovênia. O campeonato nacional local, chamado de Premier League A, é disputado por 13 times. Desde a independência da Iugoslávia, a Seleção Eslovena de Basquetebol Masculino conseguiu se classificar para todas as edições do EuroBasket a partir de 1993. Seu melhor resultado europeu foi o 4º lugar conquistado em 2009, classificando a equipe para o Campeonato Mundial de Basquetebol de 2010, onde fez a sua segunda participação, desde 2006. A Seleção Eslovena entrou no Grupo B do Mundial, onde enfrentou Tunísia, Estados Unidos, Croácia, Brasil e Irã. Entre os eslovenos que atuam na NBA estão Luka Dončić, Goran Dragic, Sasha Vujacic, Radoslav Nesterovic e Beno Udrih.

## Futebol

Zlatan Ljubijankič.

É o esporte mais praticado na Eslovênia entre os esportes de verão. O campeonato local é o PrvaLiga Telekom Slovenije (1.SNL), que é disputado por 10 equipes. As outras divisões nacionais são o 2.SNL e 3.SNL. A Seleção Eslovena de Futebol atualmente se encontra na 29ª posição no Ranking Mundial da FIFA, e conseguiu qualificação para a Copa do Mundo FIFA de 2010, após vencer heroicamente a Seleção Russa de Futebol por 1 a 0 em Maribor, após uma derrota por 2 a 1 em Moscou. Na Copa, os eslovenos enfrentaram a Argélia, os Estados Unidos e a Inglaterra. A única participação da Eslovênia na Eurocopa foi em 2000, quando ficou em último lugar no seu grupo, com dois empates e uma derrota. Entre os melhores jogadores do futebol esloveno atual estão Robert Koren, Milivoje Novakovič e Zlatan Ljubijankič.

## Hóquei no gelo

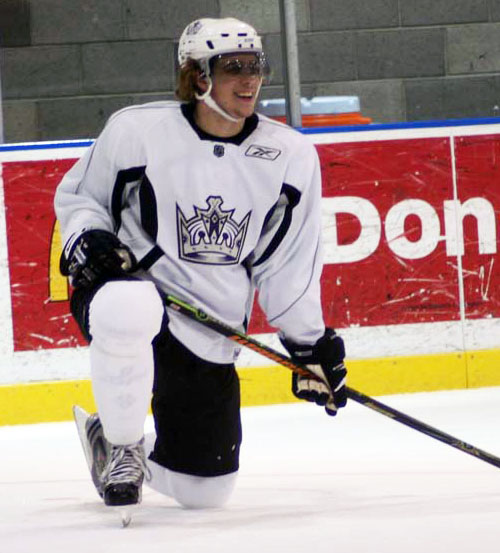
Anže Kopitar.

Dentre os esportes de inverno, o hóquei no gelo é o esporte coletivo mais popular entre os eslovenos. O Campeonato Esloveno de Hóquei no Gelo é a maior liga do país e é disputada por 10 equipes. A Seleção Eslovena de Hóquei no Gelo está entre as 20 melhores do mundo. Atualmente, o time esloveno disputa a divisão II do Campeonato Mundial de Hóquei no Gelo, sendo que já disputou a divisão de elite por 5 vezes. Um dos atletas mais famosos da Eslovênia é Anže Kopitar, que joga pelo Los Angeles Kings na NHL. Outros jogadores eslovenos notáveis incluem Robert Kristan, Jan Muršak e Marcel Rodman.

## Jogos Olímpicos

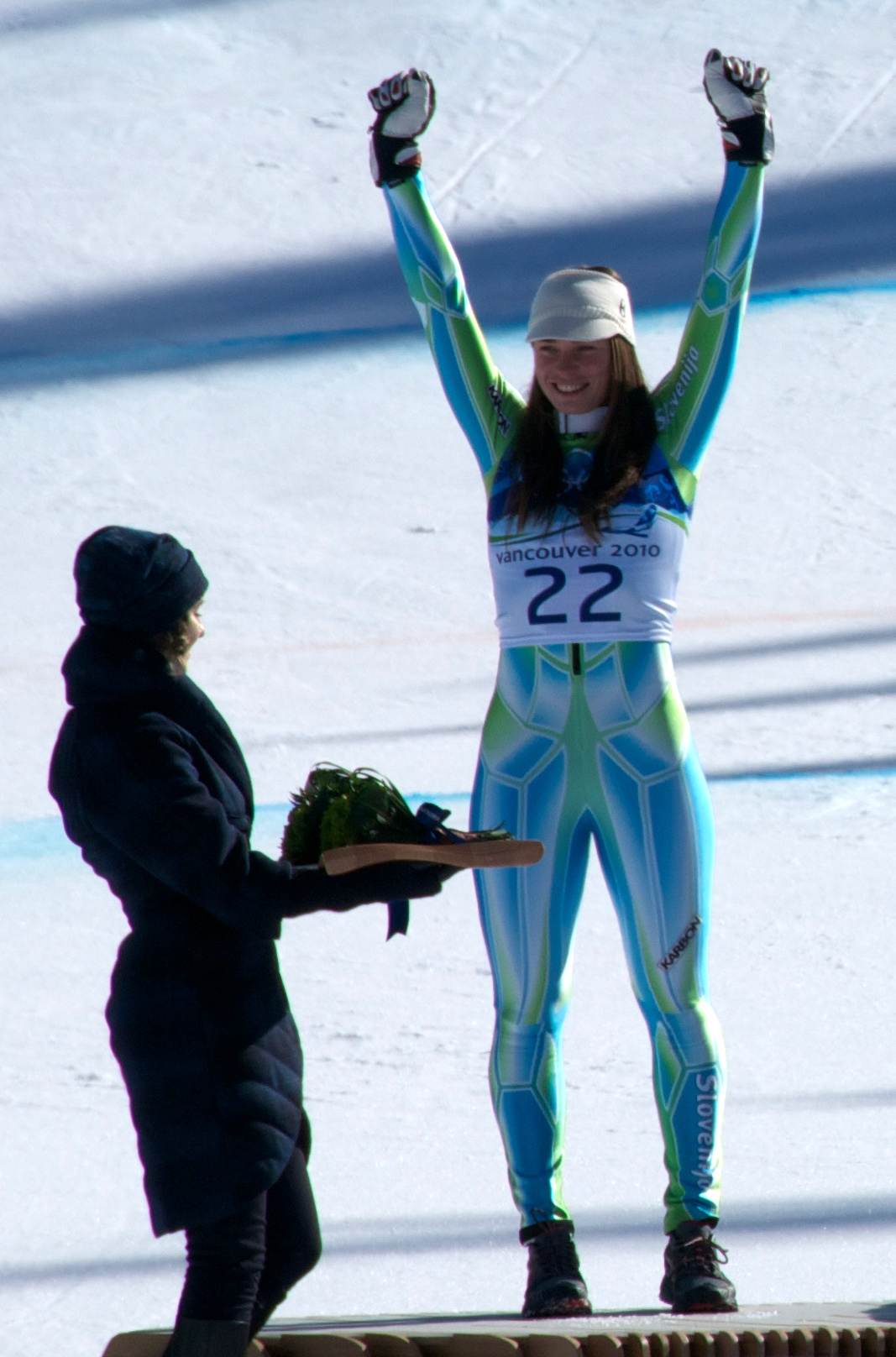
Tina Maze.

A Eslovênia estreou em Jogos Olímpicos como país independente em 1992. Desde então, conseguiu conquistar 15 medalhas em Jogos Olímpicos de Verão e 7 em Jogos Olímpicos de Inverno. Em sua última participação, nos Jogos Olímpicos de Inverno de 2010, a Eslovênia conquistou mais três medalhas, sendo duas de prata de Tina Maze e uma medalha de bronze de Petra Majdic.
A Eslovênia também participa dos Jogos Paraolímpicos. Em seu retrocpecto, a Eslovênia já conquistou um total de 16 medalhas, sendo todas elas em Jogos de verão.

## Esportes individuais

### Tênis

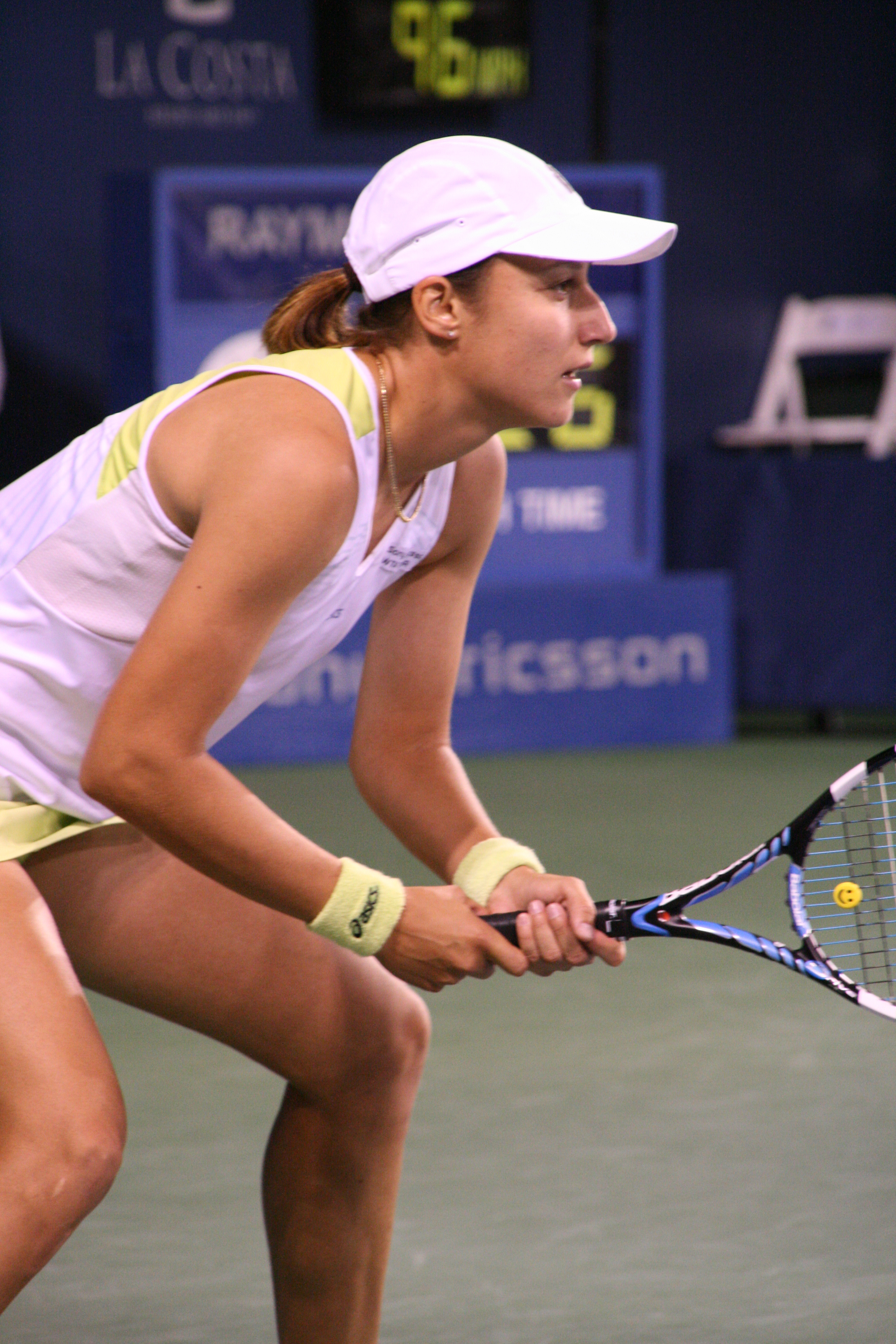
Katarina Srebotnik.

- Grega Žemlja
- Katarina Srebotnik
- Blaž Kavčič

### Atletismo
- Matija Kranjc
- Teja Melink
- Andrej Poljanec
- Martina Ratej
- Jurij Rovan
- Nataša Urbančič

### Ciclismo

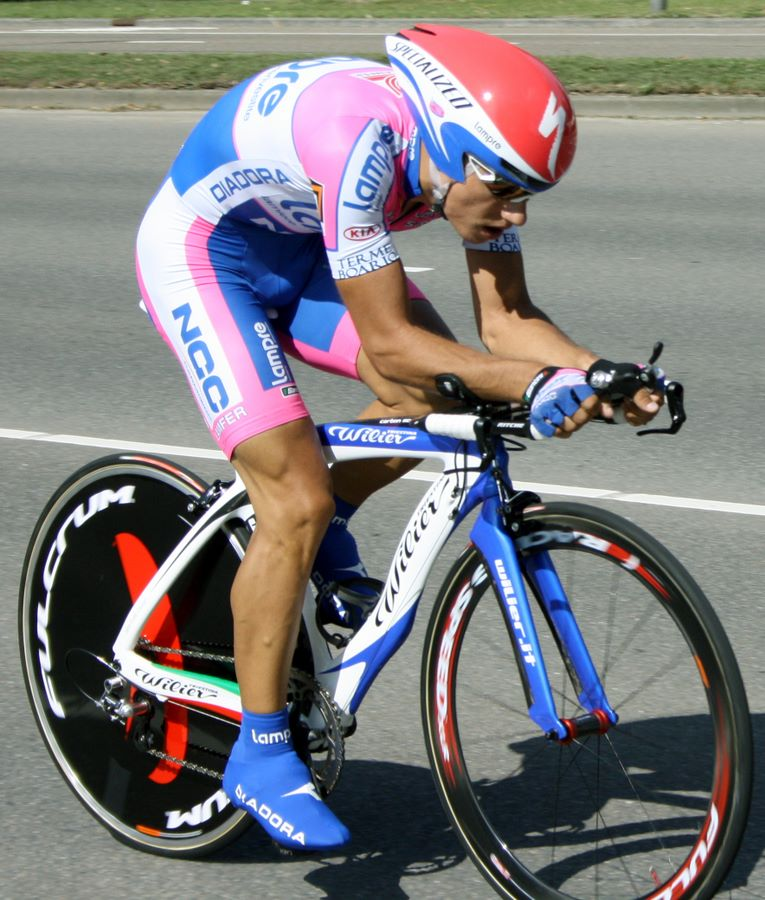
Simon Špilak.

- Borut Božič
- Janez Brajkovič
- Jure Golčer
- Andrej Hauptman
- Matej Mugerli
- Uroš Murn
- Jure Robič
- Simon Špilak
- Gorazd Štangelj
- Tadej Valjavec

### Esqui
- Petra Majdič
- Tina Maze
- Mateja Robnik
- Tomaž Čižman
- Jure Franko
- Katja Koren